# Otteidkanalen
Otteidkanalen var beregnet til at fragte tømmer fra den svenske sø Store Le, til Øymarksjøen i Norge. Der var også norsk tømmer fra områder som afvander Upperudsälven, f.eks. skovene i dele af Rømskog. Fra gammel tid transporteredes der betydelige tømmerkvanta over landtangen mellem de to søer, og videre til savmøllerne i Tistedal og Fredrikshald. Tømmeret blev da kørt med hestevogn på en stor kørebro ved østre Otteid, og smidt ud i Skinnarbutjernet som ligger midt på tangen, og flådet op mod vestre Otteid, hvor der også var kørebro ned til Øymarksjøen.
Dette var besværligt, og i 1824 planlagde savværkerne en kanal over tangen. Engebret Soot fik opgaven med at bygge kanalen. Den fik en længde på 775 meter i den østlige del af tjernet og 140 meter i den vestre. Dæmninger blev bygget ved udløbet af tjernet og ved enden af kanalerne, hvor der også blev bygget ramper som tømmeret kunne trækkes op og ned på. Gennem kanalerne og over dammen blev tømmeret trukket på forskellige måder, de sidste år før nedlæggelsen af kanaldriften i 1956 med motorbåd.
Sæsonrekord i kanalen er 70.000 tylvter. Ved kanaldriften og savværket på østre Otteid blev der i sin tid beskæftiget 60 – 70 mand.
Selve kanalen i begge ender af tjernet er endnu synlig, men vandstanden er ikke holdt oppe, og kanalløbet er derfor tørlagt. Rester af kæderampen i Østre Otteid er det vanskelig at finde spor efter, mens kæderampen Vestre Otteid er let at finde igen. Den er desværre i forfalden tilstand, men både tømmerrende, gangspil og drivhjul kan påvises. Dæmningen som afsluttede kanalen, med samme vandstand som Skinnarbutjernet, er nu groet til men fuldt synlig, kun 30 meter fra Øymarksjøen, og det var den der udgjorde vandskellet. Fylkesvej 21 ligger nu på dæmningen østlige side, og den er nu vandskellet

## Hestejernbane
Over samme tange blev der ved Gjøsbu anlagt en konkurrerende hestejernbane. I 1881 blev der overført 2.500 tylvter på jernbanen og 17.400 tylvter over Otteidkanalen.